# Rasbora caverii
Rasbora caverii är en fiskart som först beskrevs av Jerdon, 1849.  Rasbora caverii ingår i släktet Rasbora och familjen karpfiskar. IUCN kategoriserar arten globalt som livskraftig. Inga underarter finns listade i Catalogue of Life.